# 9012 Benner
9012 Benner (1984 UW) là một tiểu hành tinh vành đai chính được phát hiện ngày 16 tháng 10 năm 1984 bởi E. Bowell ở trạm Anderson Mesa thuộc Đài thiên văn Lowell.